# Вертикальная аэродинамическая труба

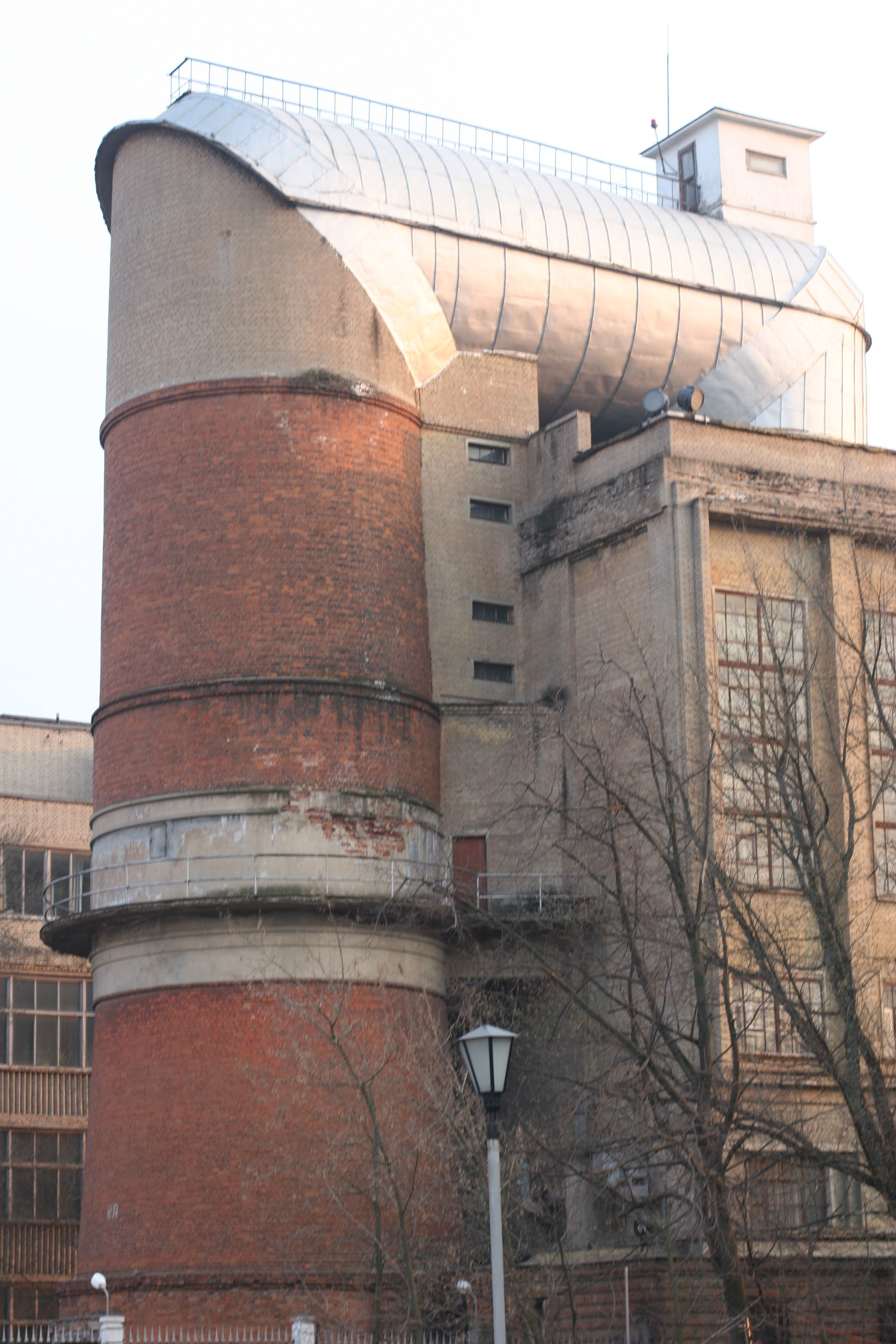
Вертикальная аэродинамическая „штопорная“ труба Т-105 в ЦАГИ (1941 год постройки)

Вертикальная аэродинамическая труба — аэродинамическая труба, в которой воздух движется вертикально вверх.
В частности, это позволяет имитировать свободное падение при парашютном прыжке, полет вертолета, штопор летательных аппаратов. Трубы используются в развлекательных целях, для тренировки спортсменов-парашютистов и подготовки военных. Труба часто рекламируются как отличное средство для тех, кто хочет попробовать прыжок с парашютом, но испытывает страх высоты.

## Устройство

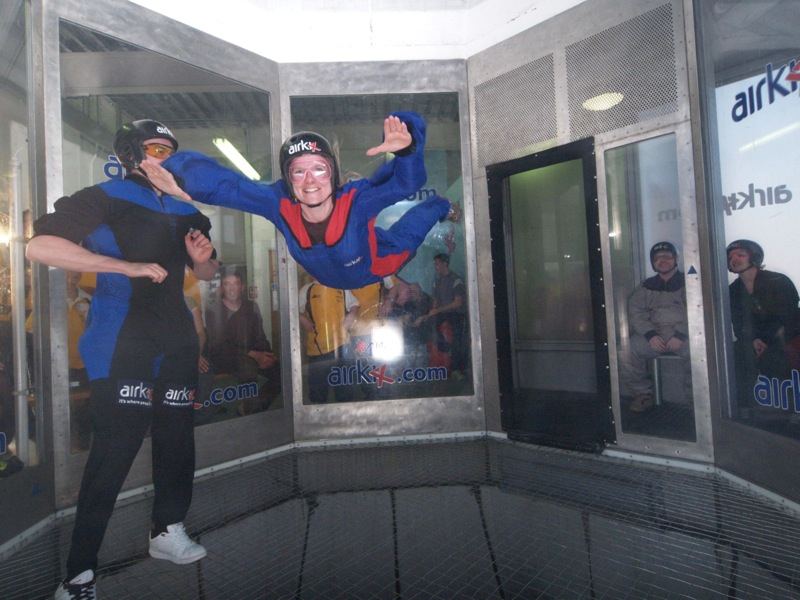
Полёт в вертикальной аэродинамической трубе

Вертикальные трубы делятся на два типа:
- С нижним расположением винта (наддувающие)
- С верхним расположением винта (высасывающие)

Наддувающие трубы — самые простые. Двигатель через редуктор приводит в движение большой винт, установленный под сеткой. Рабочая зона обычно не ограничена ничем. Человек вылетевший из потока падает на сетку или на надувные подушки вокруг рабочей зоны. Такие трубы могут быть мобильными, часто используются для различных шоу и аттракционов, хорошо привлекают внимание.
Трубы с верхним расположением винта как правило монтируются в специально построенном здании. Сверху рабочей зоны, огороженной прозрачной стенкой устанавливаются 2 или 4 двигателя с винтами, которые высасывают воздух, проходящий через рабочую зону. В таких трубах отсутствует (минимальна) турбулентность в рабочей зоне. Трубы могут быть открытого и закрытого типа. В трубе закрытого типа воздух циркулирует по замкнутому циклу, это предпочтительно в странах с холодным климатом.
Для создания потока используется один или несколько электрических или дизельных двигателей. Средняя скорость потока в трубах составляет от 190 до 260 км/ч, а минимальная скорость потока для отрыва взрослого человека в «балахоне» составляет около 130 км/ч. Оператор, наблюдающий за рабочей зоной, может своевременно прибавлять и убавлять скорость потока по мере надобности.
Так как давление потока растет пропорционально квадрату скорости потока, разница в скорости «падения» даже самых тяжелых и самых легких людей не превышает 20—30 км/ч. Такая разница в скорости может быть легко скомпенсирована одеждой и позой в потоке.
Вертикальная аэродинамическая труба характеризуется диаметром рабочей зоны и максимальной мощностью. Диаметр рабочей зоны может быть от 1,8 м (на 1 человека) до 5 м, где может тренироваться команда из 8 человек.

## История

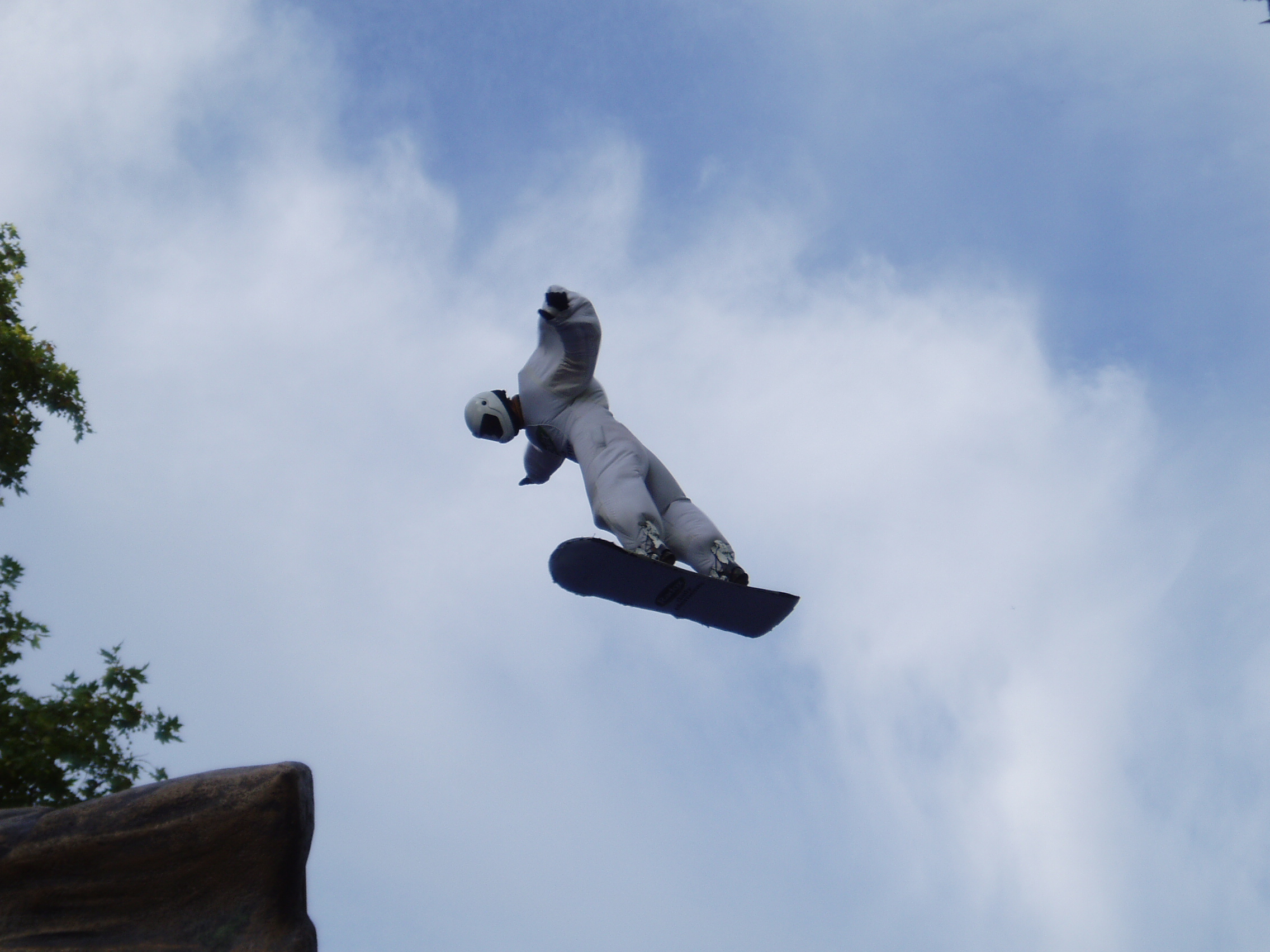
Открытая труба на площади Рассел-сквер, Лондон

Впервые человек взлетел в вертикальной аэродинамической трубе в 1964 году, на воздушной базе Райт-Паттерсон, Огайо, США.
Широкое распространение трубы получили в конце 1990-х, с увеличением популярности парашютного спорта.
На церемонии закрытия XX зимних олимпийских игр в Турине в 2006 году была показана большая вертикальная труба «Wind Machine», над которой парили спортсмены, иллюстрирующие разные зимние виды спорта. Вертикальная труба была изготовлена компанией «Аэродиум».
Во время презентации официального логотипа Олимпиады «Sochi 2014» в 2009 году в представлении на Красной площади участвовали исполнители трюков в вертикальной аэродинамической трубе.

## Спорт
Поведение тела в потоке вертикальной аэродинамической трубы очень похоже на поведение тела при достижении терминальной скорости во время прыжка с парашютом. Появился даже новый термин «bodyflight», полет телом. Используя ноги, руки и все тело как рули, можно делать перемещения (транзиты), повороты, регулировать скорость падения. Точность и скорость выполнения имеет большое значение в парашютных видах спорта: групповой акробатике (RW), больших формациях и вертикальном FF.
В трубе могут проводиться и соревнования. В этом есть плюсы: нет зависимости от погоды, от самолета и наличия кворума. Многие трубные инструкторы с большим налётом могут иметь малое количество прыжков с парашютом, и при этом выступать на профессиональном уровне.